# Gangania (Niger)
Gangania (auch: Gangagnia, Guimguénia, Guinguénia) ist ein Weiler in der Landgemeinde Méhana in Niger.

## Geographie
Der Weiler befindet sich rund 17 Kilometer nordwestlich des Hauptorts Méhana der gleichnamigen Landgemeinde, die zum Departement Téra in der Region Tillabéri gehört. Zu den Siedlungen in der näheren Umgebung von Gangania zählen Wambila im Nordwesten, Kabia im Südwesten, Loudji im Süden und Amara im Südwesten.
Gangania liegt in der Dünenzone im Westen Nigers. Es herrscht das Klima der Sahelzone vor, mit einer durchschnittlichen jährlichen Niederschlagsmenge zwischen 300 und 400 mm.

## Geschichte
Bei Terrorangriffen im August 2024 wurden in den in der Gemeinde Méhana gelegenen Siedlungen Gangania, Amara, Bandabaré, Mamassey, Tchébi Béro und Tchébi Keyna insgesamt 14 Zivilisten getötet und mehrere weitere verletzt. Die nigrischen Sicherheitskräfte töteten als Reaktion darauf zwei Terroristen und bargen gestohlenes Vieh.

## Bevölkerung
Bei der Volkszählung 2012 hatte Gangania 945 Einwohner, die in 96 Haushalten lebten. Bei der Volkszählung 2001 betrug die Einwohnerzahl 680 in 102 Haushalten.

## Wirtschaft und Infrastruktur
Es gibt eine Schule in der Siedlung.